# Mr. 플랑크톤
《Mr. 플랑크톤》(영어: Mr. Plankton)은 넷플릭스에서 2024년 11월 8일 공개된 대한민국의 로맨틱 코미디 드라마이다.

## 제작진

### 연출
- 홍종찬

### 각본
- 조용 : ( KBS2 월화 미니시리즈 《저글러스》(집필), KBS2 2부작 추석특집극 《옥란면옥》(집필), tvN 주말 미니시리즈 《사이코지만 괜찮아》(집필) 등 집필 )

## 등장 인물

### 주요 인물
- 우도환 : 해조 역
- 이유미 : 조재미 역
- 오정세 : 어흥 역
- 김해숙 : 범호자 역

### 주변 인물
- 김민석 : 유기호 역
- 오대환 : 왕칠성 역
- 이해영 : 채영조 역
- 이엘 : 봉숙 역
- 조한철 : 고재근 역
- 김수진 : 종가집 사람 역
- 이상희 : 재미 모 역
- 김찬형 : 국밥집 사장 아들 역
- 알렉스 랜디 : 존나 역

### 특별출연
- 이다희 : 노양희 역
- 안석환 : 국밥집 사장 역

## 기타
- 10월 20일에 드라마 홍보차 주연 배우 우도환과 이유미가 SBS 예능 런닝맨에 출연했다.